# Aeroportul Georgetown
Aeroportul Georgetown (IATA: GTT, ICAO: YGTN) este un aeroport din Queensland, Australia.
Situat la o altitudine de 302 m, aeroportul dispune de o singură pistă. Este operat de Shire of Etheridge⁠(d).